# Gerwyn Price
Gerwyn Stephen Price (Cardiff, 7 marzo 1985) è un giocatore di freccette ed ex rugbista a 15 gallese.
Soprannominato The Iceman (L'uomo di ghiaccio) e noto per il suo atteggiamento spesso fuori dalle righe, è stato campione del mondo nel 2021 e numero 1 del ranking PDC tra il 2021 e il 2022.

## Carriera

### Inizi
Dopo una breve e poco proficua carriera nel rugby, nel 2014 Gerwyn Price decise di ritirarsi e dedicarsi a tempo pieno alle freccette su consiglio di Barrie Bates. Nel suo primo anno di professionismo, una volta ottenuta una tour card biennale battendo Rowby-John Rodriguez, si fece notare ai Players Championships arrivando due volte agli ottavi di finale, una volta ai quarti, riuscendo anche a sconfiggere James Wade prima di essere eliminato per 6-5 da Adrian Lewis, ed un'altra in semifinale.
Iniziò il 2015 con un'eliminazione al primo turno del campionato del mondo PDC ad opera di Peter Wright e con un 59º posto nel ranking. In quell'anno riuscì ad arrivare ai quarti del World Matchplay sconfiggendo campioni del calibro di Michael Smith ed Adrian Lewis (col quale comincerà poi una sorta di faida), per poi essere nuovamente vinto da Wright per 16-7.

### 2016-2017
Il 2016, ad eccezione della finale di UK Open Qualifier persa per 10-2 contro Michael van Gerwen (dopo aver battuto Mensur Suljovic in semifinale), è complessivamente un anno anonimo per Price, il quale viene eliminato ai primi turni di ogni major.
Nonostante ciò, all'inizio del 2017 è 19º nel ranking e da lì comincerà la sua scalata alle primissime posizioni: a marzo, infatti, raggiunge la sua prima finale in un major, lo UK Open, venendo però sconfitto 11-6 da Wright. Alla Coppa del mondo PDC, invece, rappresenta il Galles in coppia con Mark Webster, ed entrambi devono arrendersi solamente ai Paesi Bassi di van Gerwen e Raymond van Barneveld in finale.

### Dal 2018
Nel 2018 Price viene invitato per la prima volta alla Premier League Darts, dove però arriva ultimo con soli due punti, frutto di due pareggi con Peter Wright e Daryl Gurney e nessuna vittoria. Nonostante ciò, ottiene ottimi risultati negli altri majors, arrivando ai quarti di finale di UK Open, World Grand Prix of Darts, Ladbrokes Masters e del campionato d'Europa PDC. A novembre Price vince il suo primo trofeo televisivo, il Grand Slam of Darts, battendo Gary Anderson per 16-13: tuttavia, la finale è caratterizzata da forti scontri verbali tra i due, con Anderson che accusa Price di aver volontariamente rallentato l'incontro e di avergli ripetutamente esultato in faccia anche senza motivo, ed il gallese che viene alla fine multato di £11.500. Chiude l'anno al sesto posto del ranking.
Nel 2019 raggiunge le finali dell'European Championship e delle Players Championship Finals, dove è però sconfitto rispettivamente da Rob Cross e van Gerwen. A novembre riesce però a difendere il Grand Slam, vincendolo nuovamente battendo Anderson ai quarti, van Gerwen in semifinale e Wright in finale per 16-6; tuttavia, proprio Wright lo estrometterà dalla semifinale del campionato del mondo PDC battendolo per 6-3. Chiude l'anno al terzo posto del ranking, alle spalle solamente di van Gerwen e del neo-campione del mondo Wright.
Nel 2020 è per la seconda volta finalista dello UK Open, venendo stavolta sconfitto da van Gerwen per 11-9. Nel 2020, inoltre, vince il World Grand Prix of Darts battendo Dirk van Duijvenbode.
Nel 2021 vince il Campionato del Mondo PDC battendo in finale Gary Anderson per 7-3: è il primo gallese a riuscirci.

## Caratteristiche tecniche e personaggio

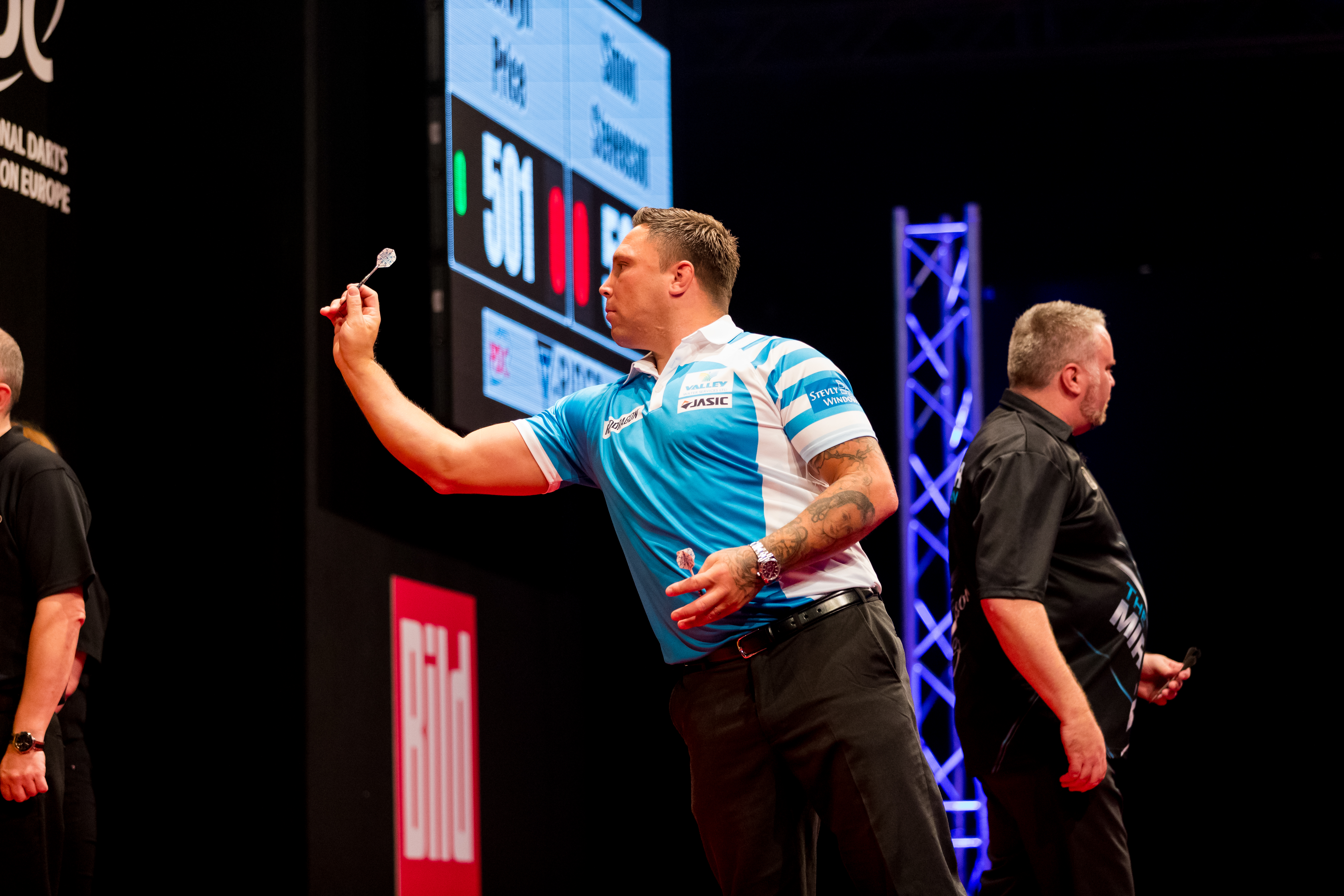
Price mentre lancia una freccetta

Price è caratterizzato da una particolare presa della freccetta, che arriva a tenere quasi in verticale prima di caricare e lanciare. Soprannominato The Iceman, afferma di giocare meglio quando contestato o sotto pressione, anche se ciò lo porta a tenere spesso comportamenti polemici o controversi. Negli ultimi anni, tuttavia, ha progressivamente ridotto la sua intemperanza, pur non rinunciando alle sue rumorose esultanze.
Nel 2010, a seguito di una rissa fuori ad un bar di Bargoed, subisce un'emorragia cerebrale e diverse ferite che porteranno a ben 42 punti di sutura sulla fronte, cinque sul mento e danni al nervo di un sopracciglio: a causa di ciò ha diverse cicatrici evidenti in volto.
La sua canzone d'ingresso è Don't Stop Believin'  di Journey.

## Statistiche
| V | F | SF | QF | #T | RR | Q# | A | ND |

(V) Torneo vinto; raggiunto (F) finale, (SF) semifinale, (QF) quarti di finale, (#T) turni 4, 3, 2, 1; (RR) round - robin; (Q#) Turno di qualificazione; (A) assente dal torneo; (ND) torneo non disputato.
| Torneo                      | 2014 | 2015 | 2016 | 2017 | 2018 | 2019 | 2020 | 2021 | 2022 |
| Campionato del mondo        | A    | 1R   | 1R   | 1R   | 3R   | 2R   | SF   | V    | QF   |
| World Matchplay             | A    | QF   | 2R   | 1R   | 1R   | 1R   | 1R   | QF   |      |
| World Grand Prix            | A    | 1R   | 1R   | 2R   | QF   | 1R   | V    | F    |      |
| UK Open                     | 2R   | Q    | 3R   | F    | QF   | SF   | F    | SF   | QF   |
| Grand Slam of Darts         | A    | A    | 2R   | Q    | V    | V    | 2R   | V    |      |
| Campionato d'Europa         | A    | 1R   | 2R   | 2R   | QF   | F    | 2R   | QF   |      |
| Players Championship Finals | A    | 2R   | 1R   | 2R   | 1R   | F    | SF   | 3R   |      |
| Premier League Darts        | A    | A    | A    | A    | 10°  | 5°   | 5°   | A    |      |
| Ladbrokes Masters           | A    | A    | A    | A    | QF   | 1R   | QF   | SF   |      |
| Champions League of Darts   | ND   | ND   | A    | A    | A    | SF   | ND   | ND   |      |
| Coppa del mondo             | ND   | A    | 1R   | F    | QF   | 1R   | V    | SF   |      |
| Ranking (fine anno)         | -    | 33   | 19   | 16   | 6    | 3    | 3    | 1    |      |

## Palmarès

### PDC Majors
- Campionato del mondo PDC: 1 (2020)
- World Grand Prix of Darts: 2 (2020)(2022)
- Grand Slam of Darts: 2 (2018, 2019)

#### Nazionale
- Coppa del mondo PDC: 1 (2020)

Galles: in coppia con Jonny Clayton

### Altri trofei
- Worthingtons Darts Champion of Champions: 1 (2015)
- International Darts Open: 2 (2018, 2019)
- Belgian Darts Championship: 1 (2020)
- Player Championships: 8